# Kodex Rossi
Codex Rossi, neboli Rossiho kodex, (italsky Codice Rossi) je hudební kodex, čili sbírka hudebních rukopisů ze 14. století.
Větší část kodexu Rossi se nachází ve Vatikánské apoštolské knihovně (Biblioteca Apostolica Vaticana, Rossi 215) a malá část je uchována (Hudební knihovna Opera Pia "G. Greggiati," "Mus. rari B 35") ve městě Ostiglia.

## Dějiny

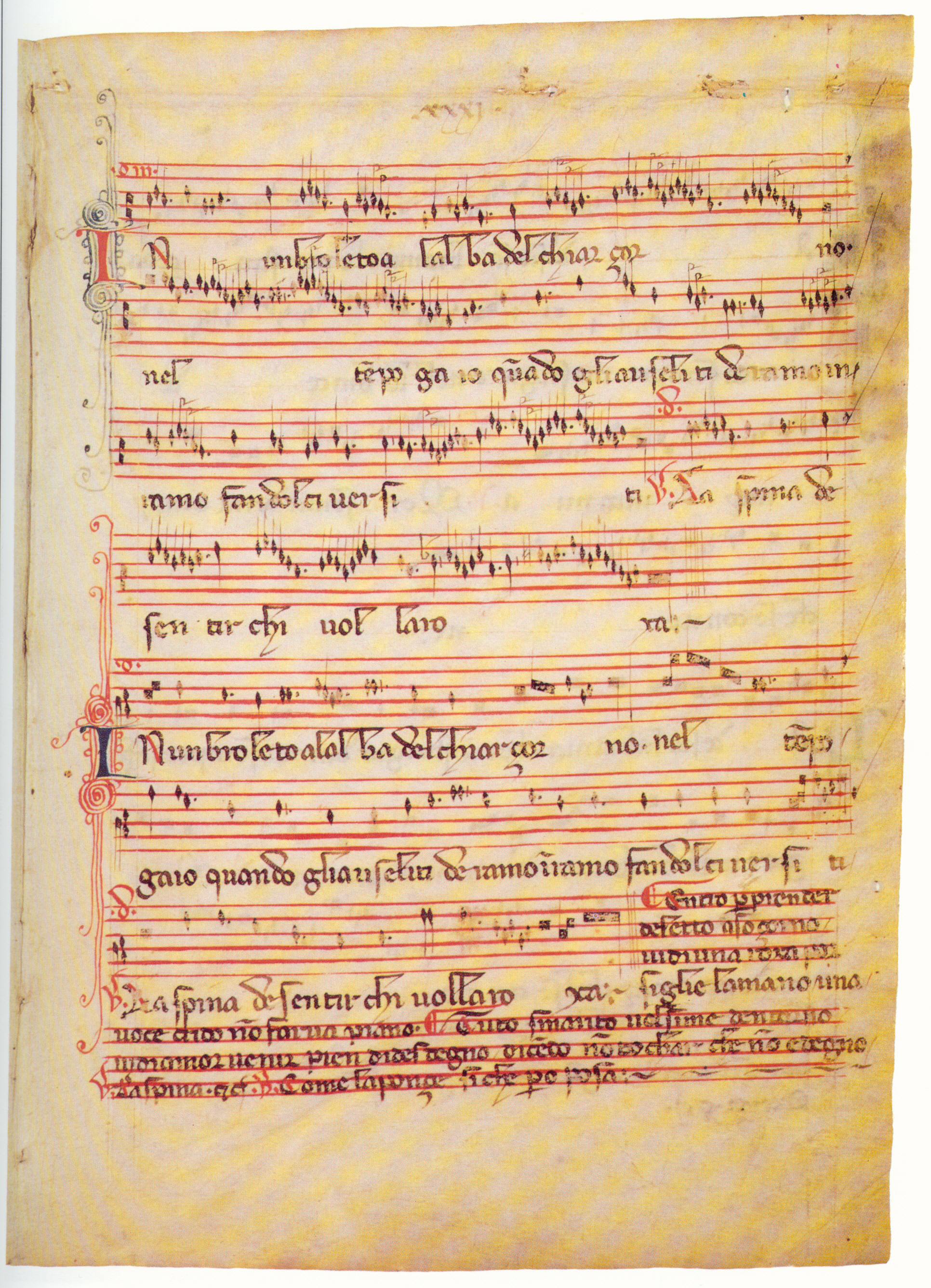
List č. 31 Kodexu Rossi z fragmentu v Ostiglii zachycuje anonymní madrigal "In un broleto, al'alba"

Codice Rossi je naprosto jedinenčným zdrojem polyfonní italské světské hudby.
Skladby v něm obsažené jsou anonymní, ale některé z nich mohly být přiřazeny konkrétním autorům, neboť se našly další sborníky skladeb, kde je uvedeno jméno autora.
Kodex byl zřejmě opsán mezi lety 1350 až 1370, přičemž skladby pocházejí z let 1325 až 1355. Lze říci, že hudba italského trecenta má svůj počátek v kodexu Rossi.
Vatikánskou část rukopisu zakouila Apoštolská knihovna v roce 1922 od knihovny vídeňských jezuitů, kteří jej získali od některého z kostelů v Linci. Ještě předtím byl v držení italského sběratele 19. století G. F. de Rossiho, po němž je kodex pojmenován. V 15. století kodex patřil zřejmě kardinálu Domenicu Capranicovi, další majitelé však nejsou známi.
Přesné dějiny kodexu jsou, až na několik výjimek, nejasné. Je velmi pravděpodobné, že zmíněné části byly součástí repertoáru pěveckého spolku Alberta II. della Scala v Padově a ve Veroně v letech 1330 - 1345.

## Obsah
Třicet skladeb v kodexu tvoří madrigaly včetně jednoho madrigalu ve formě kánonu, jedna caccia, jedno rondello a 5 ballat. Všechny ballaty jsou jednohlasé. Jsou známi pouze dva skladatelé: Maestro Piero a Giovanni da Cascia (Giovanni da Firenze).